# NS 3300
De serie NS 3300 was een serie goederenstoomlocomotieven van de Nederlandse Spoorwegen (NS) en diens voorganger Hollandsche IJzeren Spoorweg-Maatschappij (HSM).
In navolging van de goederenlocomotieven HSM 601-647 met drie gekoppelde assen uit de jaren 1895-1907 bestelde de HSM bij Werkspoor een vijftiental gelijksoortige goederenlocomotieven, nu met oververhitter. Deze werden in de jaren 1912 (HSM 671-675), 1914 (HSM 676-680) en 1915 (HSM 681-685) geleverd. De locomotieven voldeden uitstekend.
Bij de samenvoeging van het materieelpark van de HSM en de SS in 1921 kregen de locomotieven van deze serie de NS-nummers 3301-3315.
Tijdens de Tweede Wereldoorlog werd de 3311 naar Duitsland weggevoerd en kwam daarna niet meer terug. In 1950 werd deze loc administratief afgevoerd. De overige werden tussen 1947 en 1954 buiten dienst gesteld en tot en met 1954 voor sloop aangewezen.
| Fabrikant | Fabrieksnummers | In dienst | HSM nummers | NS nummers | Uit dienst | Bijzonderheden |
| --------- | --------------- | --------- | ----------- | ---------- | ---------- | -------------- |
| Werkspoor | 300-304         | 1912      | 671-675     | 3301-3305  | 1951-1954  |                |
| Werkspoor | 342-346         | 1914      | 676-680     | 3306-3310  | 1947-1954  |                |
| Werkspoor | 367-371         | 1915      | 681-685     | 3311-3315  | 1949-1952  |                |

## Galerij

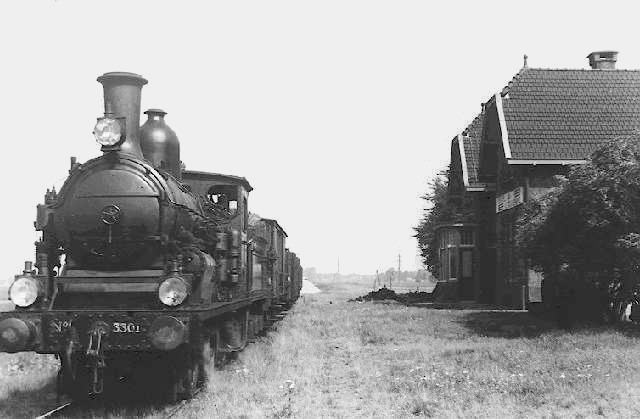
Station Ter Apelkanaal-Vetstukkenmond. (1950)
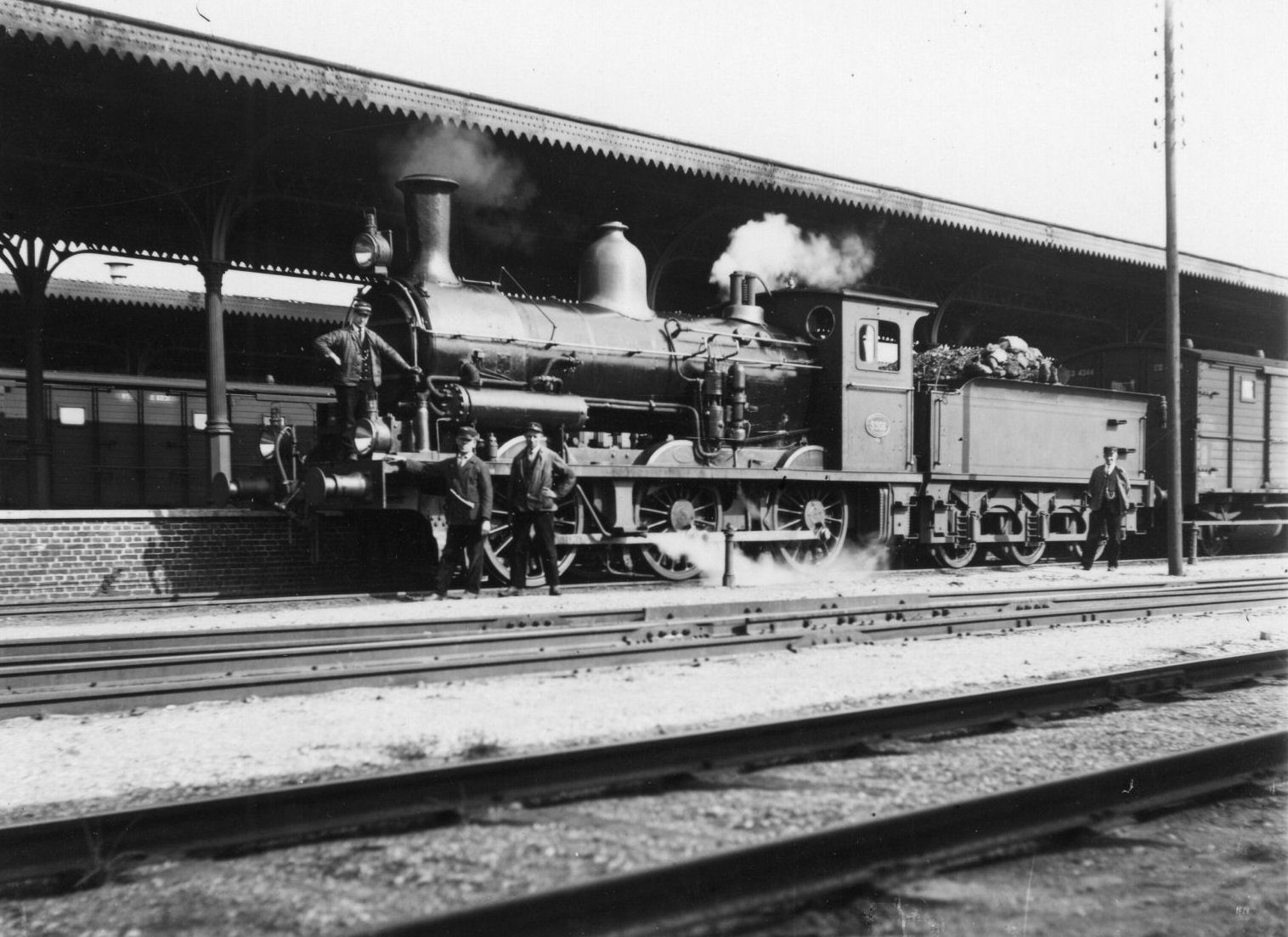
NS 3301 langs het perron van het station van Vlissingen. (Augustus 1931)
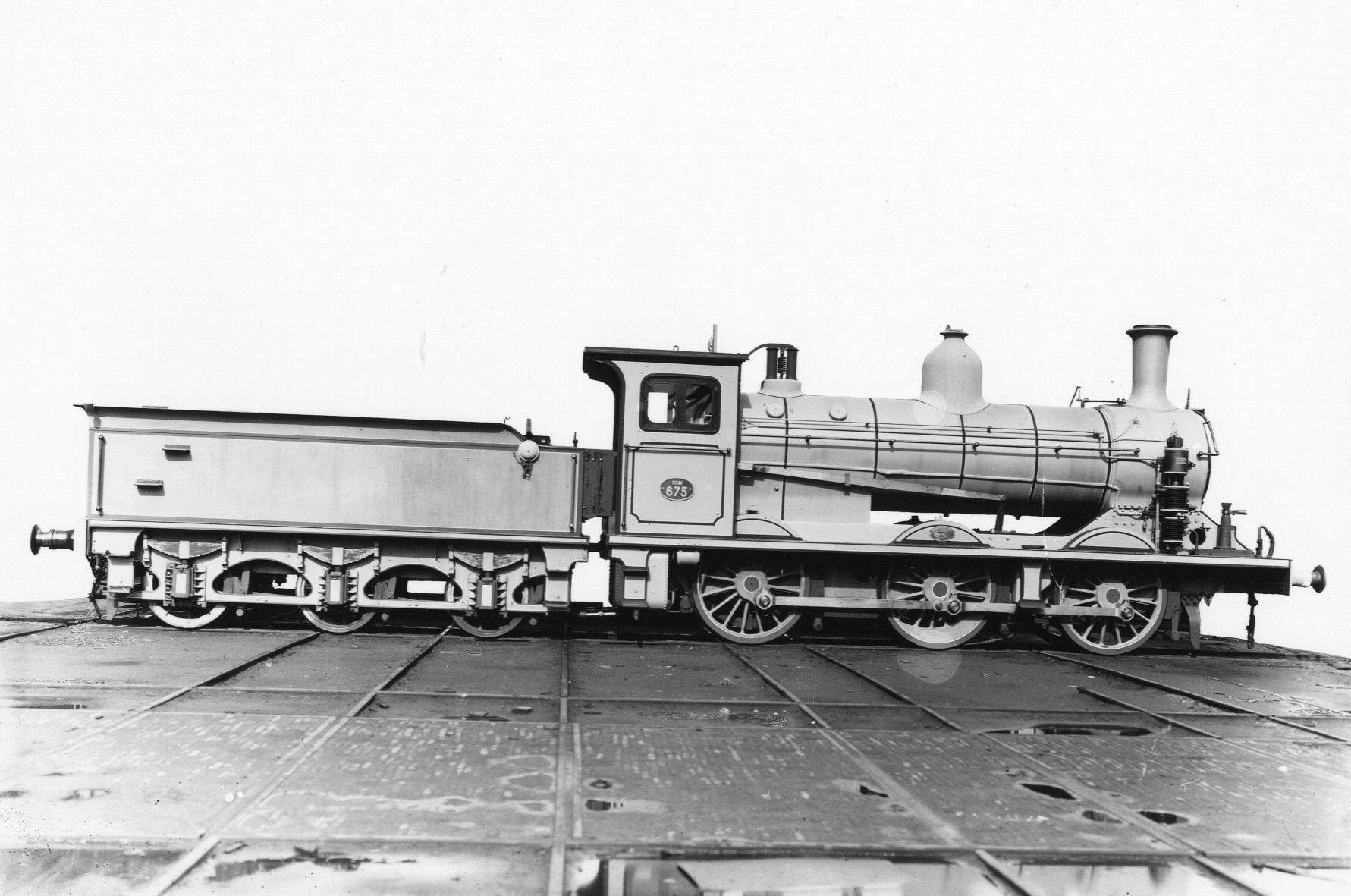
NS 3301 / HSM 675 (1912)